# Santa María (1492)

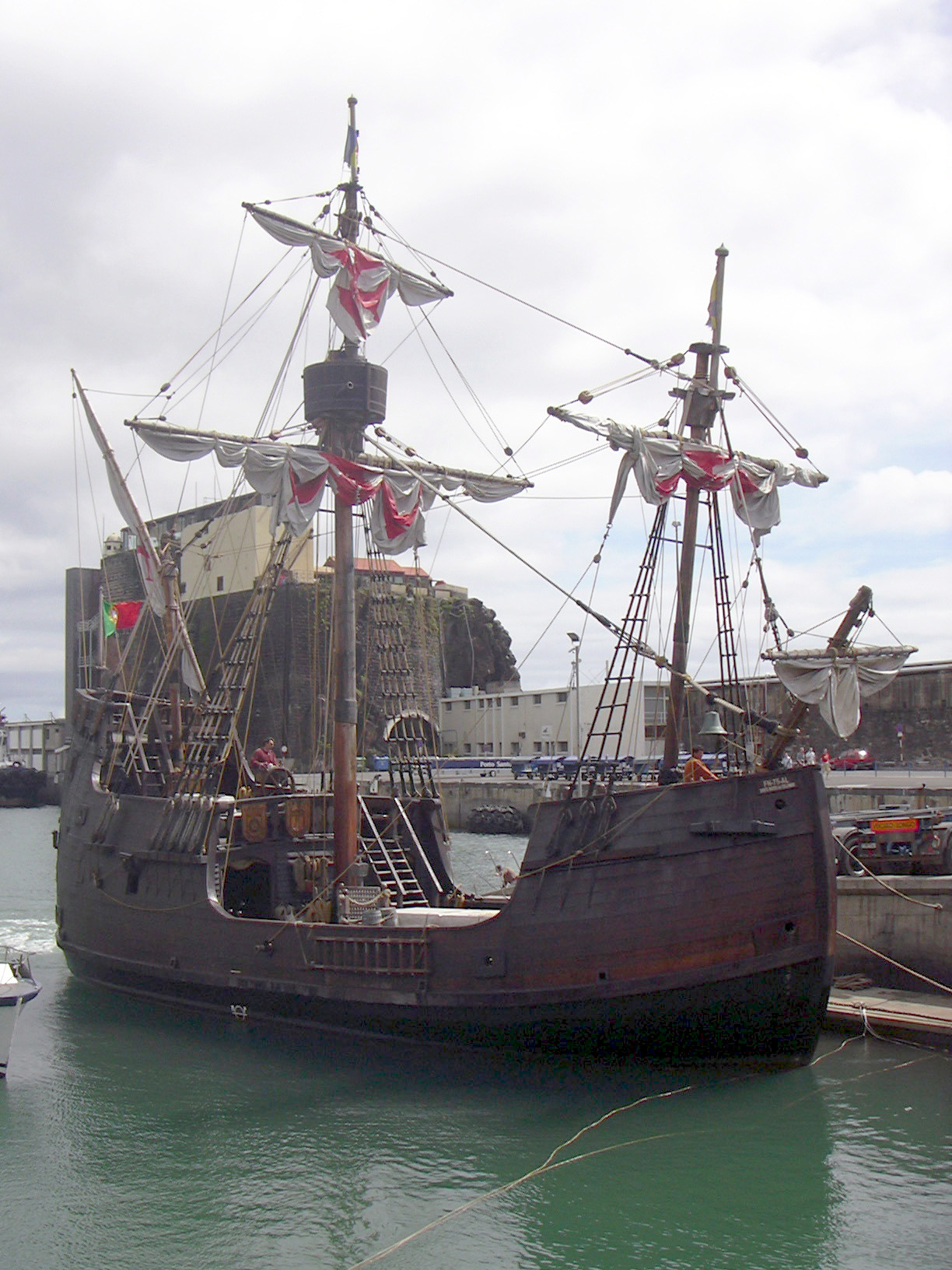
Pływająca replika statku „Santa Maria” w Funchal, na Maderze, Portugalia.

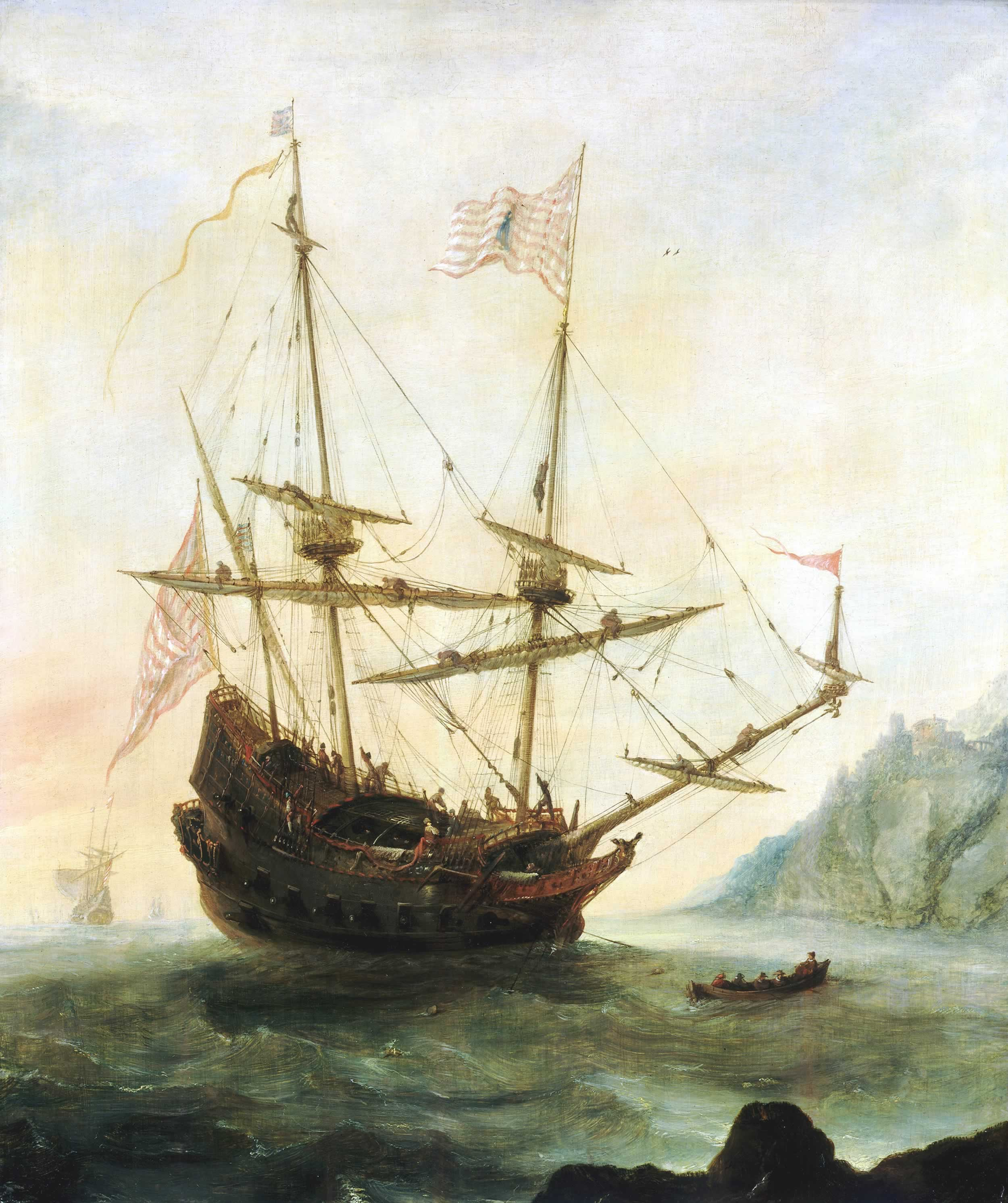
Santa Maria na obrazie Andriesa van Eertvelta (1628)

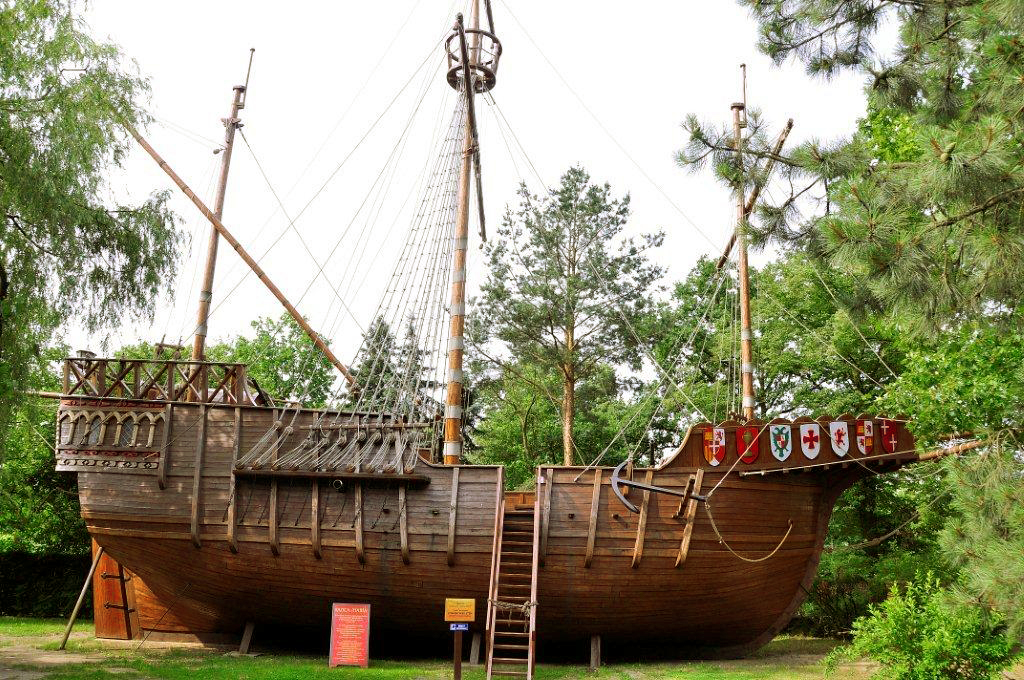
Muzeum – Pracownia Literacka Arkadego Fiedlera w Puszczykowie – replika statku Santa María w skali 1:1

Santa María (z hiszp. „Święta Maria”) – największy z trzech statków Krzysztofa Kolumba w jego pierwszej wyprawie w poszukiwaniu drogi morskiej do Azji z Europy w 1492 roku. Właścicielem statku był Juan de la Cosa.
„Santa María” była małą karaką, o długości około 21 metrów i była okrętem flagowym podczas pierwszej ekspedycji. Załogę statku stanowiło 40 marynarzy. Okręt początkowo nazywał się „La Gallega” (z hiszp. „Galicyjka”), przypuszczalnie dlatego, że zbudowano ją w Galicji. Przed wyprawą zmieniono jednak jej nazwę. Innymi statkami biorącymi udział w pierwszej wyprawie Kolumba były: karawele „Niña” (pierwotnie „Santa Clara”) oraz „Pinta” (pierwotnie „Santa Anna”).
„Santa María” posiadała trzy maszty. Była najwolniejsza spośród statków biorących udział w wyprawie, ale dobrze przygotowana do przemierzenia Atlantyku. 25 grudnia 1492 roku osiadła na mieliźnie w pobliżu Hispanioli (obecnie: Haiti), przez co nie nadawała się do dalszej podróży. Deski z unieruchomionego statku wykorzystano później do budowy osady La Navidad.
W roku 2003 u wybrzeży Haiti odnaleziono wrak statku, który według teorii archeologa podwodnego, Barry’ego Clifforda opublikowanej w maju 2014 roku, jest wrakiem „Santa Maríi”. Planowane są dalsze prace badawcze w porozumieniu z władzami Haiti, by potwierdzić tożsamość wraku.
Do dziś nie zachowały się żadne wiarygodne dokumenty, które przedstawiałyby wygląd któregokolwiek ze statków Kolumba. Zbudowano kilka replik „Santa Maríi” (w tym jedną w Polsce – w Muzeum – Pracowni Literackiej Arkadego Fiedlera w Puszczykowie koło Poznania), jednak wszystkie bazują jedynie na przypuszczeniach.

## Załoga (I wyprawa Kolumba)
- Krzysztof Kolumb
- Juan de la Cosa
- Pedro Alonso Niño
- Diego de Arana
- Pedro de Gutierrez
- Rodrigo de Escobedo
- Rodrigo Sanchez
- Luis de Torres
- Bartolome Garcia
- Chachu
- Cristobal Caro
- Juan Sanchez
- Antonio de Cuéllar
- Diego Perez
- Lope
- Maestre Juan
- Rodrigo de Jerez
- Alonso Chocero
- Alonso Clavijo
- Andres de Yruenes
- Bartolome Biues
- Bartolome de Torres
- Diego Bermudez
- Domingo de Lequeitio
- Gonzalo Franco
- Jacomel Rico
- Juan (Horacio Crassocius z klasztoru La Rabida)
- Juan de Jerez
- Juan de la Placa
- Juan Martines de Acoque
- Juan de Medina
- Juan de Moguer
- Juan Ruiz de la Pena
- Marin de Urtubia
- Pedro Yzquierdo
- Pedro de Lepe
- Diego de Salcedo
- Rodrigo de Gallego
- Pedro de Terreros

Źródło: